# Кахас (национальный парк)
Кахас (исп. Parque nacional El Cajas) — национальный парк в южной части Эквадора. В административном отношении расположен на территории провинции Асуай. Площадь парка составляет 285,4 км². Основан 5 ноября 1996 года.
Национальный парк Кахас расположен в высокогорном районе, примерно в 30 км к западу от города Куэнка. Высота территории парка изменяется от 3100 до 4450 м над уровнем моря. Растительность представлена главным образом влажными высокогорными лугами — парамо. На территории парка находятся около 270 озёр. Крупнейшее из них — озеро Луспа, площадь которого составляет более 78 га, а максимальная глубина — 68 м. Как и другие озёра этой местности, озеро Луспа имеет ледниковое происхождение. Парк Кахас обеспечивает около 60 % питьевой воды всего района Куэнка. Здесь начинаются 2 из 4 рек Куэнки — Томебамба и Янункай, которые относятся к бассейну Амазонки. Река Пауте также относится к бассейну Амазонки. Так как через парк проходит континентальный водораздел, реки, берущие начало в его западной части (Балао и Каньяр), относятся к бассейну Тихого океана. Современная дорога пересекает континентальный водораздел через перевал Трес-Крусес (4167 м). Это самый западный участок водораздела во всей Южной Америке.
Парк служит домом для 44 видов млекопитающих, из них 2 вида — эндемики Кахаса (Chibchanomys orcesi и Caenolestes tatei). Также, здесь обитают 157 видов птиц и 17 видов земноводных.